# Homer V. M. Miller
Homer V. M. Miller (Pendleton, 1814. április 29. – Atlanta, 1896. május 31.) az Amerikai Egyesült Államok szenátora (Georgia, 1869–1871).